# راد (یکا)
راد (به انگلیسی: Rad) واحد اندازه‌گیری دوز جذبی پرتو های یونیزه است. یک راد برابر با ۰٫۰۱ واحد گری است. این واحد برای اولین بار در سال ۱۹۵۳ در سیستم CGS تعریف شده است و واحد آن برابر با مقدار پرتویی است که بتواند ۱۰۰ ارگ انرژی را در یک جسم یک گرمی تولید کند. هرچند امروزه در یکای SI آنرا با گری جایگزین کرده اند، ولی در بسیاری از کشورها متداول است.

## اثر بر بافت زنده
اثرات مخرب پرتو ها بر بدن بستگی به مقدار و زمان تابش دارد. مقادیر بیش از ۱۰۰۰ راد می‌تواند کشنده باشد. اگر ۱۰۰ تا ۲۰۰ راد در زمان کمتر از یک روز تابانده شود باعث بروز علائم مسمومیت پرتوی می گردد. پرتو های یونیزه میتواند شانس ابتلا به انواع سرطان ها را افزایش دهند. کمسیون بین‌المللی حفاظت در برابر پرتو مقادیر مؤثر و موارد خطر را معین می کند.